# 1920 Bitwa warszawska

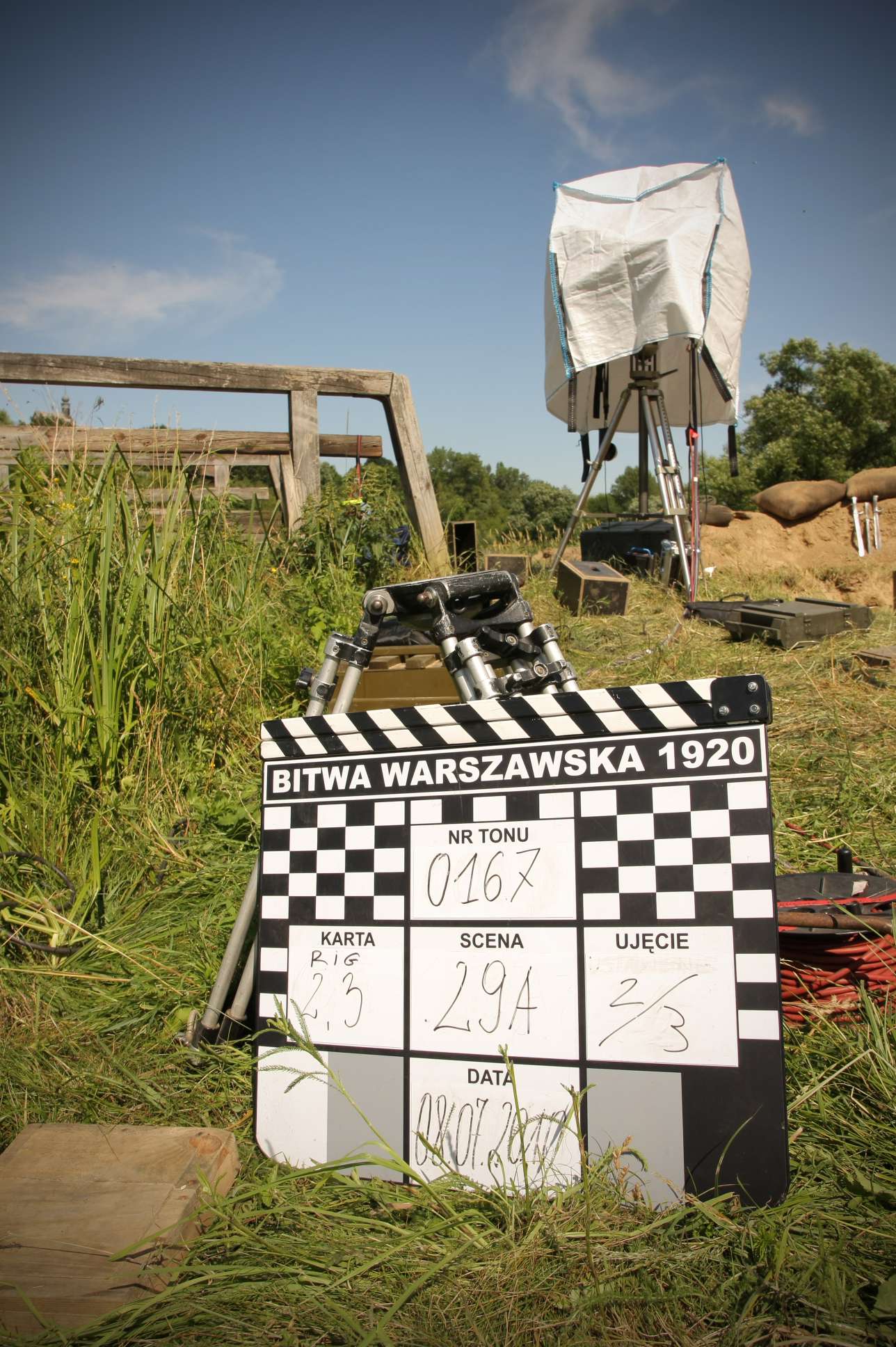
Klaps na planie filmu w Muzeum Wsi Lubelskiej w Lublinie, 8 lipca 2010 roku

1920 Bitwa warszawska – polski film wojenny w reżyserii Jerzego Hoffmana, którego akcja rozgrywa się na tle wojny polsko-bolszewickiej. Pierwszy polski pełnometrażowy film zrealizowany w technologii 3D.

## Fabuła
Akcja filmu rozgrywa się w trakcie trwania wojny polsko-bolszewickiej. Polski poeta i ułan Jan Krynicki (Borys Szyc), w przeddzień wyruszenia wraz z Wojskiem Polskim z Warszawy, żeni się z polską artystką estradową Olą Raniewską (Natasza Urbańska). Ślubu udziela im ksiądz Ignacy Skorupka (Łukasz Garlicki).
Bolszewicy, na czele z Włodzimierzem Leninem, podejmują decyzję o inwazji na Polskę, planując w przyszłości rozprzestrzenianie rewolucji proletariackiej na inne kraje (w scenie filmu przywołane są Niemcy i Francja).
Wojska polskie zdobywają Kijów.
Jan Krynicki na froncie prześmiewczo odczytuje bolszewicką ulotkę skierowaną do polskich żołnierzy. Zostaje oskarżony o agitację, aresztowany i skazany przez sąd polowy na karę śmierci. Przed egzekucją ratuje go atak wojsk wroga. Dowodzący oddziałem bolszewickim czekista Bykowski (Adam Ferency), patrzący z sympatią na, skazanego na śmierć przez „burżuazyjne” wojsko, polskiego żołnierza, proponuje mu pozostanie wraz z nim w charakterze tłumacza-redaktora, mającego pomagać w redakcji propagandowych ulotek. W istocie zaś, siłą włącza go do oddziału.
Ola dowiaduje się o zaginięciu w akcji męża od majora Wieniawy (Bogusław Linda). Natarczywie narzucający się jej kapitan Kostrzewa (Jerzy Bończak) informuje ją o zdradzie i wstąpieniu Krynickiego do wojsk bolszewickich, by wykorzystać sytuację, co, finalnie, nie udaje mu się i obraca się przeciw niemu.
Krynicki ucieka od bolszewików i przyłącza do napotkanego oddziału kozaków z Kubania, którzy walczyli po polskiej stronie (Aleksandr Domogarow). Wkrótce udaje mu się przedostać do polskich wojsk.
Ola, widząc zagrożenie wynikłe z ataku wojsk bolszewickich i nie mogąc znieść bezczynności, dołącza do polskiej armii jako sanitariuszka kobiecej formacji wojskowej działającej w czasie wojny – Ochotniczej Legii Kobiet.
W tym czasie Wincenty Witos (Andrzej Strzelecki) zostaje premierem RP i wygłasza odezwę do narodu „Ojczyzna w niebezpieczeństwie! Polacy!”.
Marszałek Polski, Józef Piłsudski (Daniel Olbrychski), opracowuje samotnie plan kontrofensywy. Polskiemu kontrwywiadowi udaje się rozpracować szyfry armii bolszewickiej. Nadawaniem Pisma Świętego zagłuszają komunikację między bolszewickimi armiami.
W kulminacyjnym punkcie wojny dochodzi do konfrontacji wojsk polskich i bolszewickich pod Warszawą (bitwa pod Radzyminem, która decyduje o losach bitwy, oraz bitwa pod Ossowem, gdzie ginie ks. Ignacy Skorupka – na polu walki z krzyżem w ręku). W bitwie, polskie wojska odnoszą spektakularne zwycięstwo, wojska bolszewickie zostają rozgromione, Krynicki ranny trafia do szpitala polowego, w którym jako pielęgniarka pracuje Ola. Tym sposobem dochodzi do szczęśliwego połączenia małżonków.

## Obsada
- Daniel Olbrychski – Józef Piłsudski
- Borys Szyc – Jan Krynicki, żołnierz polski, ułan
- Natasza Urbańska – Ola Raniewska, żona Jana, aktorka teatrzyku rewiowego
- Marian Dziędziel – Generał Tadeusz Rozwadowski
- Bogusław Linda – Major Bolesław Wieniawa-Długoszowski
- Jerzy Bończak – Kapitan Kostrzewa
- Ewa Wiśniewska – Ada
- Stanisława Celińska – Pani Zdzisia
- Adam Ferency – Czekista Bykowski
- Olga Kabo – Sofia Nikołajewna
- Łukasz Garlicki – Ksiądz Ignacy Skorupka
- Wojciech Solarz – Samuel
- Jarosław Boberek – Ułan Paproch
- Piotr Głowacki – Anatol
- Andrzej Strzelecki – Wincenty Witos
- Wojciech Pszoniak – Generał Maxime Weygand
- Bartosz Opania – Pułkownik Bolesław Jaźwiński
- Nikołaj Ortynski – Bolszewik-dowódca
- Aleksander Domogarow – Sotnik Kryszkin
- Dariusz Biskupski – Ratajczak
- Ewa Wencel – Więcławska
- Ilja Zmiejew – Mówca na wiecu
- Marek Kossakowski – Jones
- Artur Owczarek – Dziennikarz amerykański
- Jacek Poniedziałek – Józef Haller
- Dariusz Kordek – Władysław Sikorski
- Michał Żebrowski – Władysław Grabski
- Aleksandr Choszabajew – Michaił Tuchaczewski
- Grażyna Szapołowska – Korwin-Piotrowska
- Igor Guzun – Józef Stalin
- Wiktor Bałabanow – Włodzimierz Lenin
- Zdzisław Szymborski – Konferansjer
- Antoni Królikowski – Członek komisji rekrutacyjnej
- Janusz Sieniawski – Sierżant Sowa
- Jerzy Braszka – Oficer
- Szymon Kuśmider – Chłop czytający odezwę Witosa
- Bartek Turzański – Polski żołnierz
- Krzysztof Dracz – Lew Trocki
- Sławomir Holland – Członek sądu wojskowego
- Mateusz Banasiuk – Żołnierz
- Andrzej Kopiczyński – Ksiądz
- Wojciech Olszański – Bolszewik na koniu

## Produkcja
Budżet filmu wyniósł 27 milionów złotych (około 9 milionów dolarów).
Zdjęcia do filmu rozpoczęły się 29 czerwca 2010 i zostały zrealizowane w technice 3D. Konsultantem historycznym był prof. Janusz Cisek. Muzykę skomponował Krzesimir Dębski; za militaria odpowiadał Tomasz Bierawski, a charakteryzację postaci wykonały Mira Wojtczak i Liliana Gałązka. W filmie wzięło udział 3,5 tysiąca statystów.
Zdjęcia zakończono 30 września 2010. Film był współfinansowany m.in. przez Bank Zachodni WBK i Polski Instytut Sztuki Filmowej. Jest to pierwszy polski film pełnometrażowy zrealizowany w całości w technologii 3D.
Plenery: Twierdza Modlin, Warszawa, Lublin, Sucha k. Węgrowa, Piotrków Trybunalski, Zamość, Kazuń, Zielonka, Poświętne (kościół św. Józefa).
Na potrzeby filmu powstały dwie repliki czołgu Renault FT-17. Ze względu na krótki czas na przygotowanie pojazdów (cztery miesiące) repliki nie pokrywają się w 100% z oryginałem (brak m.in. kompletnego wnętrza).

## Odbiór filmu
Paweł Felis, recenzent „Gazety Wyborczej”, przyznał filmowi dwie gwiazdki w 6-stopniowej skali i skrytykował film jako „mechaniczną, historyczną pogadankę, która nieudolnie symuluje wielkie emocje, a jest tylko chaotycznym zbiorem upiornie nieekscytujących fragmentów” oraz wytknął brak psychologicznej głębi postaci.
Z kolei Jacek Rakowiecki, redaktor naczelny miesięcznika „Film”, ocenił pozytywnie produkcję, nazywając ją „drugim cudem nad Wisłą”. Dziennikarz zwracał uwagę przede wszystkim na znakomite zdjęcia Sławomira Idziaka w technologii 3D, a także „sprawnie poprowadzony przez reżysera wątek miłosny”.
Według „Gazety Wyborczej”, uśredniona ocena filmu, obliczona na podstawie recenzji pism i serwisów m.in. takich jak „Newsweek”, „Rzeczpospolita”, „Przekrój”, onet.pl czy fdb.pl, wynosi 4/10.
W 2012 roku 1920 Bitwa warszawska zdobyła pięć Węży – nagród przyznawanych dla najgorszych polskich filmów, będących odpowiednikiem amerykańskich Złotych Malin. Obraz Hoffmana zdobył Węże w kategoriach: Najgorszy film 3D, Aktorka (Natasza Urbańska), Duet na ekranie (Borys Szyc i Natasza Urbańska), Scenariusz (Jerzy Hoffman i Jarosław Sokół) oraz Żenująca scena (Natasza Urbańska i ckm).